# ローカル・マグニチュード
ローカル・マグニチュード（英: Local magnitude scale, ML）は、アメリカの地震学者チャールズ・リヒターが考案した地震のエネルギー量を表す指標値（マグニチュード）である。リヒター・マグニチュード（英: Richter magnitude scale）あるいはリヒター・スケール（英: Richter scale）とも呼称される。
1935年、チャールズ・リヒターは地震の規模を計測地点に依らず同じ値で表す指標値である「マグニチュード・スケール」（英: Magnitude scale）を発表した（後に改訂し、ローカル・マグニチュードやリヒター・マグニチュードと呼ばれるようになる）。ただし、ローカル・マグニチュードは特定の状況・地震計に依存しており、その条件下で小さな規模の地震でしか正しい計測ができない問題があった。それらの問題を解決するため、ローカル・マグニチュードを改善した実体波マグニチュード、表面波マグニチュード、モーメント・マグニチュードなどが開発され、2000年代のマグニチュードの計測法では主にモーメント・マグニチュードが利用されている。全ての種類のマグニチュード計測法は、オリジナルのローカル・マグニチュードの対数特性を保持しており、ほぼ同等の値を示すよう定義されている。
ローカル・マグニチュードの値の増加は測定された振幅の10倍の増加を表す。エネルギーに関しては、ローカル・マグニチュードの値の増加は放出されるエネルギー量の約31.6倍の増加に対応し、0.2の増加は放出されるエネルギーの2倍の増加に対応する。マグニチュードが4.5より大きい地震は、計測器が地震のシャドーゾーンに位置していない限り、世界中の全ての計測器によって記録されるほど強力である。

## 歴史

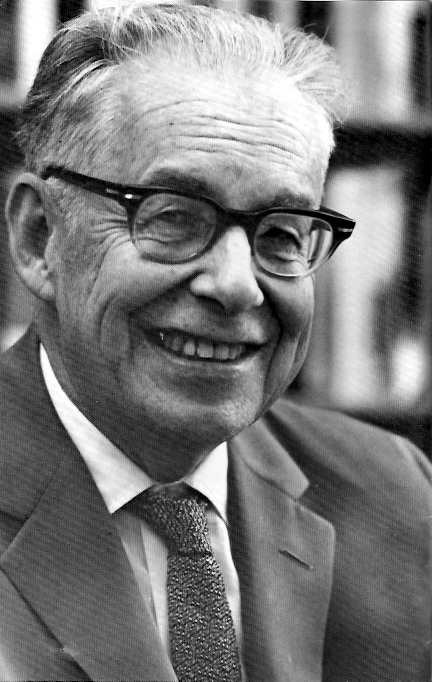
チャールズ・リヒター（1970年頃）

「マグニチュード」が発案される以前、地震の強度・範囲の唯一の尺度は震央付近で観測された震動強度の主観評価である「震度」に区分されるロッシ・フォレル震度階であった。1883年にジョン・ミルンは大規模な地震は世界中で観測可能な津波を発生させる可能性について言及し、1899年にフォン・パシヴィッツは東京で起きた地震を起因とした地震波をドイツで観測した。1920年、ハリー・オスカー・ウッドとジョン・オーガスト・アンダースンは初めて地震波を実用的に記録することができるウッド・アンダーソン式地震計を発明した。ハリー・オスカー・ウッドはカリフォルニア工科大学とカーネギー研究所の援助を受けて、南カリフォルニアを横断する地震波測定のネットワークを構築した。この際にハリー・オスカー・ウッドは震動記録の計測と地震波の特定のために若く著名ではなかったチャールズ・リヒターを雇用していた。
1931年、和達清夫は日本の幾つか大きな地震に対して震央からの様々な距離で観察される振幅を計測した。その際、振幅・距離を二次元グラフにプロットし、地震の推定規模の大まかな相関を示す法則性のある曲線を見つけた。チャールズ・リヒターは同様の手法を用いていくつかの問題点を解決し、同僚のベノー・グーテンベルグが収集したデータを用いて同様の曲線を作成して異なる地震の規模の比較に振幅・距離の二次元グラフが利用できることを確認した。
地震の規模の決定的な尺度を測る実践的な手法の確立のためにより発展した研究が必要であった。まず、チャールズ・リヒターは幅広い範囲の正数値を扱うために、天文学者が規模測定に利用するのと同様に、1目盛りの変化が10倍の値の変化を表す対数スケールを利用するというベノー・グーテンベルグの提案を受け入れた。次いで、指標値の0が人間の知覚できる限界周辺の値を表すことを求めた。更に、ウッド・アンダーソン地震計を地震波形を生成するための標準的な測定機として指定した。これらに基づき、自身の規模を表す指標値を「ミクロン単位で振幅の最大値を軌跡した対数」と定義して、100km単位の距離で指標値を定めた。「マグニチュード3」を「ウッド・アンダーソンの捻り地震計が振幅の最大値として1ミクロンの地震波を記録した状態」と定義して、その定義を基準に他の指標値の値とした。最後に、構造物と広域地質学の特性から計測値に強く影響を受ける200km未満の距離における距離補正テーブルを作成した。
1935年、チャールズ・リヒターは計測法・指標値を論文"An Instrumental Earthquake Magnitude Scale"で発表し、ハリー・オスカー・ウッドの提案もあり、その指標値を単に「マグニチュード」と呼んだ。チャールズ・リヒターの発表した計測法には問題があり、その計測法を改良してマグニチュードの値を計測する実体波マグニチュード・表面波マグニチュードが開発された。マグニチュードの計測方法が複数開発されたことから、それぞれの計測法と指標値を区別するために、ペリー・バイアリーはチャールズ・リヒターの最初に発表した計測法および指標値の名称について「リヒター・スケール」や「リヒター・マグニチュード」を使うべきだと述べた。一方、チャールズ・リヒターとベノー・グーテンベルグが表面波マグニチュード（MS）・実体波マグニチュード（MB）などの派生した指標値を開発し、オリジナルの指標値が一般的に「ローカル・マグニチュード（ML）」と呼ばれるようになった1956年頃においても、彼らは同指標値を指してそのまま単に「マグニチュード」と呼んでいた。

## 定義
ローカル・マグニチュードを表す記号はMLである。基本の式は以下である。
{\displaystyle M_{\mathrm {L} }=\log _{10}A-\log _{10}A_{\mathrm {0} }(\delta )=\log _{10}[A/A_{\mathrm {0} }(\delta )],\ }
この時、{\displaystyle A}はウッド・アンダーソン地震計の最大エクスカーション、{\displaystyle A_{0}}は観測所の震源距離{\displaystyle \delta }のみに依存する。一般に、{\displaystyle M_{L}}の値を得るために、すべての観測所からの読み取り値は観測所固有の補正をした後に平均化される。

## 特性
ローカル・マグニチュードは特定の状況・地震計に対して定義されている。特定の状況は、南カリフォルニアを想定しているものであり、南カリフォルニアの地殻・マントルの減衰特性を暗黙に組み込んでいる。特定の地震計は、ウッド・アンダーソン地震計を想定しており、強い地震で計測範囲を振り切って大きな振幅を記録することはできない。アメリカ地質調査所はマグニチュード5を越える地震でのローカル・マグニチュードは信頼性に疑いがありと区分している。
マグニチュードの計測法は、1970年代にローカル・マグニチュードとおおよそ同等の値が得られる汎用的なモーメント・マグニチュードに置き換えられた。現在では地震の計測に際して主にモーメント・マグニチュードが使用されているが、マグニチュード8を越えるようなローカル・マグニチュードが意味をなさない場合でも、ローカル・マグニチュードの計測値で報告されることもある。

## 実験式
以下のローカル・マグニチュード（{\displaystyle M_{L}}）の実験式はリヒターの代表的な地震を対象にした、リヒター補正表（{\displaystyle M_{L}=0}, {\displaystyle A=0.001mm}, {\displaystyle D=100km}）を用いたものである。{\displaystyle \Delta }は指定がなければキロメーター単位の震央からの距離である。
リリーの実験式:
{\displaystyle M_{\mathrm {L} }=\log _{10}A-2.48+2.76\log _{10}\Delta ,}
{\displaystyle A}は最大地面変位で0.8Hzで測定されたP波の振幅幅（マイクロメーター）。
距離{\displaystyle D}が200km未満の実験式:
{\displaystyle M_{\mathrm {L} }=\log _{10}A+1.6\log _{10}D-0.15,}
および、距離{\displaystyle D}が200kmから600kmの間の実験式:
{\displaystyle M_{\mathrm {L} }=\log _{10}A+3.0\log _{10}D-3.38,}
{\displaystyle A}は地震計の信号振幅（mm）、{\displaystyle D}はkm。
1958年、ビスズトリックサニーによる震央との角度が4˚から160˚の間の実験式:
{\displaystyle M_{\mathrm {L} }=2.92+2.25\log _{10}(\tau )-0.001\Delta ^{\circ },}
{\displaystyle \tau }は表面波の持続時間（秒）、{\displaystyle \Delta }は角度。{\displaystyle M_{\mathrm {L} }}はおおよそ5から8の間。
津村の実験式:
{\displaystyle M_{\mathrm {L} }=-2.53+2.85\log _{10}(F-P)+0.0014\Delta ^{\circ }}
{\displaystyle F-P}は振動の総持続時間（秒）。{\displaystyle M_{\mathrm {L} }}はおおよそ3から5の間。
東京大学の実験式:
{\displaystyle M_{\mathrm {L} }=\log _{10}A+1.73\log _{10}\Delta -0.83}
{\displaystyle A}は振幅幅（マイクロメーター）。